# Прапор Берліна
Прапор Берліна - офіційний символ Берліна. Прапор має співвідношення сторін 3:5 і складається з трьох червоно-біло-червоної смуг, дві зовнішні смуги займають п’яту частину її висоти, а середня – три п’ятих. Два існуючі варіанти - цивільний і службовий, що використовується установами федеральної землі Берлін - відрізняються фігурою, поміщеною на прапор. На цивільному прапорі білу смугу займає чорний ведмідь — гербова фігура берлінського герба. Службовий прапор на білій смузі несе зображення герба Берліна: чорний ведмідь у білому щиті, увінчаному короною .

## Історія
Між 1618 і 1861 роками біколор чорного поверх білого використовувався як цивільний і державний прапор згідно з правилами Бранденбурга та Пруссії.
Між 1861 і 1912 роками використовувався горизонтальний триколор чорного, червоного та білого кольорів у пропорціях 2:3. Він був розроблений Ернстом Фідічіном на основі кольорів Бранденбурга після коронації Вільгельма I 19 грудня 1861 року.
Між 1913 і 1954 роками цивільний прапор був схожий на нинішній, за винятком того, що малюнок ведмедя був іншим. До 1935 року сама емблема не була встановлена.
Сучасний прапор створений німецьким вексилологом Оттфрідом Нойбекером і затверджений 13 травня 1954 року як офіційний символ Західного Берліна. Східний Берлін також мав свій прапор, який лише трохи відрізнявся за дизайном: він мав по краях по додатковій білій смузі, а чорний ведмідь у щиті з червоною облямівкою, увінчаному червоною короною, містився рівно по центру прапора. Після об'єднання Німеччини у 1990 прапор Нойбекера було прийнято як загальний символ Берліна.

### Історичні прапори
|                           |
| Прапор Берліна, 1618–1861 |

|                           |
| Прапор Берліна, 1861–1912 |

|                                                         |
| Прапор Берліна, 1913–1934 (Цивільний прапор, 1913–1954) |

|                                    |
| Державний прапор Берліна 1934–1954 |

|                                    |
| Прапор Східного Берліна, 1954–1990 |

|                                     |
| Прапор Західного Берліна, 1954–1990 |

## Прапори районів Берліна
Усі 12 районів мають прапор.
|                            |
| Шарлоттенбург-Вільмерсдорф |

|                        |
| Фрідріксгайн-Кройцберг |

|            |
| Ліхтенберг |

|                    |
| Марцан-Геллерсдорф |

|       |
| Мітте |

|          |
| Нойкельн |

|        |
| Панков |

|              |
| Райнікендорф |

|         |
| Шпандау |

|                   |
| Штегліц-Целендорф |

|                     |
| Темпельгоф-Шенеберг |

|                 |
| Трептов-Кепенік |